# Notfallplan Gas
Der Notfallplan Gas für die Bundesrepublik Deutschland ist ein seit 2012 bestehender Rechtsrahmen zur Sicherung der Gasversorgung.

## Rechtsgrundlage
Die Bundesrepublik Deutschland nimmt gemeinsam mit der EU-Kommission und den Gasversorgungsunternehmen die Verantwortung für die sichere Gasversorgung wahr. Artikel 8 der EU-Verordnung 2017/1938 („SoS-Verordnung“) des Europäischen Parlaments und des Rates vom 25. Oktober 2017 gibt die Maßnahmen zur Gewährleistung der sicheren Gasversorgung vor, die den Erdgasbinnenmarkt stärken und Vorsorge für den Fall einer Versorgungskrise treffen sollen. Der in Deutschland vorhandene Rechtsrahmen beinhaltet die nationalen Rahmenbedingungen und Gestaltungsrechte für Unternehmen und Behörden. Insbesondere sind das Energiewirtschaftsgesetz (EnWG), das Energiesicherungsgesetz und die Gassicherungsverordnung (GasSV) maßgebend.

## Geschichte
Der Notfallplan Gas wurde erstmals 2012 vom damaligen Bundesministerium für Wirtschaft (BMWi) aufgestellt und danach alle vier Jahre aktualisiert. Die aktuelle Fassung von 2019 ist in der Zusammenarbeit mit der Gaswirtschaft und der Bundesnetzagentur erstellt worden. Seitens der Gaswirtschaft waren der BDEW und weitere Fachverbände beteiligt, ferner die Bundesländer und für die Interessen der privaten und gewerblichen Verbraucher der DIHK und der Verbraucherzentrale Bundesverband.
Im Januar 2022 wurde öffentlich bekannt, dass die Erdgasspeicher in Deutschland am 16. Januar 2022 nur noch zu knapp 45 Prozent gefüllt waren. Russland war Eigentümer großer Gasspeicher und hatte diese vor dem Beginn der Heizperiode nicht oder nur teilweise gefüllt. Deutschlands größter Gasspeicher, der Gasspeicher Rehden, war Anfang April 2022 praktisch leer (0,5 %).
Am 24. Februar 2022 begannen russische Streitkräfte einen großangelegten Überfall auf die Ukraine.
Das Bundesministerium für Wirtschaft und Klimaschutz (BMWK) rief am 30. März 2022 die erste Stufe (Frühwarnung) des Notfallplans Gas aus. Anlass war Russlands Drohung, die Gaslieferungen zu stoppen, sollte deren Bezahlung nicht in Rubel erfolgen.
Am 23. Juni 2022 rief Bundeswirtschaftsminister Robert Habeck (Bündnis 90/Die Grünen) angesichts weiterhin gedrosselter Gaslieferungen aus Russland die zweite Stufe (Alarmstufe) des Notfallplans Gas aus.

## Organisation
Der Kreis der geschützten Kunden gemäß Artikel 2 SoS-Verordnung, wozu Letztverbraucher, grundlegende soziale Dienste und Fernwärmeanlagen zählen, soll vor den Folgen von Versorgungseinschränkungen und den Folgen einer Störung der Gasversorgung geschützt werden. Für die Durchführung der Maßnahmen sind die Fernleitungsbetreiber, die Marktgebietsverantwortlichen und die Bundesnetzagentur verpflichtet, jeweils Krisenmanager zur Beratung des BMWi zu entsenden.
Das BMWi wird im Vorfeld und im Verlauf einer Krise von einem fachlich übergreifenden Krisenteam beraten, in dem die Krisenmanager und die Bundesländer mitwirken. Nach Ablauf des Krisenzustands begleitet das Krisenteam die geordnete Rückkehr zu einem normalen Marktgeschehen. Alle Sitzungen dieses Gremiums werden in einem Krisenprotokoll dokumentiert.
Die Krisenstufen sind gemäß Artikel 11 Absatz 1 SoS-VO im Einzelnen geregelt:
- Frühwarnstufe (Frühwarnung): „Es liegen konkrete, ernst zu nehmende und zuverlässige Hinweise darauf vor, dass ein Ereignis eintreten kann, welches wahrscheinlich zu einer erheblichen Verschlechterung der Gasversorgungslage sowie wahrscheinlich zur Auslösung der Alarm- bzw. der Notfallstufe führt; die Frühwarnstufe kann durch ein Frühwarnsystem ausgelöst werden.“
- Alarmstufe (Alarm): „Es liegt eine Störung der Gasversorgung oder eine außergewöhnlich hohe Nachfrage nach Gas vor, die zu einer erheblichen Verschlechterung der Gasversorgungslage führt, der Markt ist aber noch in der Lage, diese Störung oder Nachfrage zu bewältigen, ohne dass nicht marktbasierte Maßnahmen ergriffen werden müssen.“
- Notfallstufe (Notfall): „Es liegt eine außergewöhnlich hohe Nachfrage nach Gas, eine erhebliche Störung der Gasversorgung oder eine andere beträchtliche Verschlechterung der Versorgungslage vor und es wurden alle einschlägigen marktbasierten Maßnahmen umgesetzt, aber die Gasversorgung reicht nicht aus, um die noch verbleibende Gasnachfrage zu decken, sodass zusätzlich nicht marktbasierte Maßnahmen ergriffen werden müssen, um insbesondere die Gasversorgung der geschützten Kunden gemäß Artikel 6 sicherzustellen.“[8]